# 南砺市立福光中部小学校
南砺市立福光中部小学校（なんとしりつ ふくみつちゅうぶしょうがっこう）は富山県南砺市にある公立小学校。

## 沿革
- 1977年9月1日：福光小学校・石黒小学校・広瀬小学校（いずれも福光町立）が統合し、福光中部小学校が開校[2]。
- 2004年11月：市町村合併に伴い、南砺市立福光中部小学校と改称。
- 2009年4月：南砺市立福光西部小学校が福光中部小学校に統合される。

## 進学先
- 南砺市立福光中学校

## 通学区域
福光、福光新町、川西、和泉、松木、八幡、中ノ江、法林寺、遊部川原、岩木、岩安、天神、竹内、小山、山本、開発、坂本、砂子谷、人母、高窪、湯谷、蔵原、土山、能美、小又